# آقای پارکس مرموز
آقای پارکس مرموز (انگلیسی: Mysterious Mr. Parkes) فیلمی آمریکایی در سبک کمدی-درام است که در سال ۱۹۳۰ منتشر شد. از بازیگران آن می‌توان به آدولف منژو، کلودت کولبرت و امیل شوتار اشاره کرد.